# Продавец кошмаров
«Продавец кошмаров» (укр. Продавець жахів) — студійний альбом російського рок-гурту Король и Шут, випущений 2006 року.
Пісні «Ром» та «Маріонетки» займали перші позиції в хіт-параді «Чартова Дюжина». На пісні «Ром» і «Джокер» були зняті відеокліпи.

## Список композицій
1. Марионетки — 3:36
2. Маска — 4:44
3. Ром — 2:41
4. Гробовщик — 3:55
5. Дочка вурдалака — 4:08
6. Свой среди чужих — 4:09
7. Отражение — 5:33
8. Та, что смотрит из пруда — 3:11
9. В гостях у соседа — 3:47
10. Хозяин таверны — 2:58
11. Писатель Гудвин — 3:05
12. Джокер — 3:16
13. Пляски на могиле — 3:32
14. Матерый волк — 2:14
15. Продавец кошмаров — 3:36
16. Город мертвецов + бонус-трек Красавец-мерзавец (після 30 секунд тиші) — 6:34